# Masacres de alauitas en Siria de 2025
Las masacres de alauitas en Siria ocurrieron dese finales diciembre de 2024 hasta inicios de 2025 en Siria, se han perpetrado una serie de asesinatos selectivos y masacres contra los alauitas, principalmente en la región costera del país y forma parte de los enfrentamientos en curso en el oeste de Siria en la guerra civil siria. El presidente sirio, Ahmed al-Sharaa, negó en marzo de 2025 su responsabilidad por los ataques.
En su discurso, dijo que los “restos del antiguo régimen” no tenían otra opción que rendirse inmediatamente y prometió exigir cuentas a “cualquiera que esté involucrado en el derramamiento de sangre de civiles”.  Posteriormente, prometió castigar a todos los involucrados en los asesinatos, alegando que los leales a Bashar al-Ásad y las potencias extranjeras asociadas los cometieron para desestabilizar al Estado sirio y reiniciar la guerra civil. Su oficina declaró que crearía un comité independiente para determinar la culpabilidad de la violencia.

## Masacres

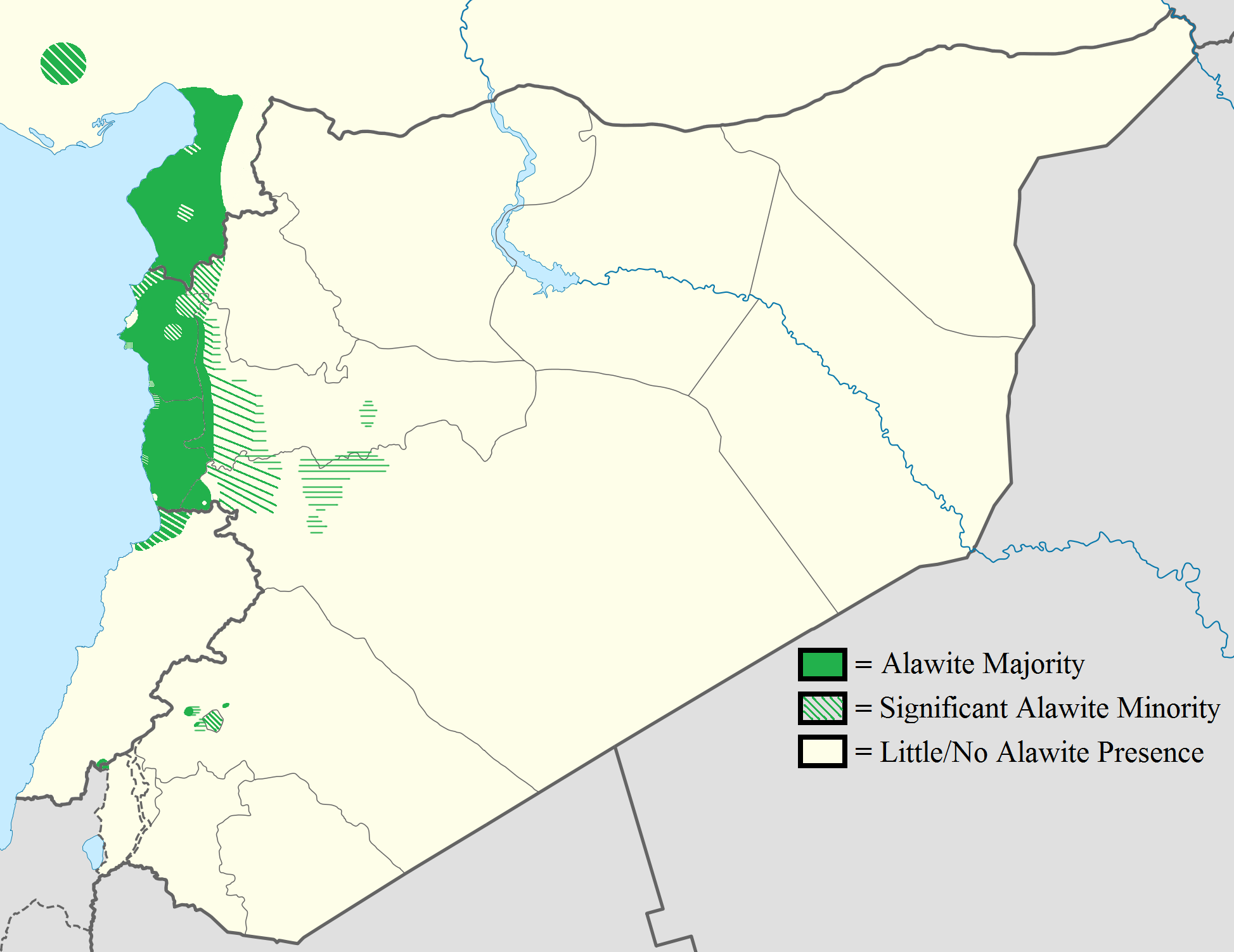
Distribución de las poblaciones alauitas en Siria y otros Estados vecinos.

### Enero
- 14 de enero de 2025: el Observatorio Sirio de Derechos Humanos (SOHR) informó que civiles alauitas en Tasnin, ubicado en la zona rural de Homs, fueron atacados por hombres armados que se hacían llamar Comando de Operaciones Militares. Según SOHR, los hombres armados lanzaron una operación de arresto generalizada desde primera hora de la mañana hasta la tarde del 16 de enero.[3][4] Varios sospechosos se resistieron a los intentos de arresto. Durante la operación, los atacantes incendiaron siete casas y asesinaron a seis civiles. Varios residentes y ancianos de Tasnin y pueblos vecinos intentaron denunciar la masacre a la policía y a las fuerzas de seguridad del gobierno sirio, pero no recibieron respuesta mencionando la violencia.[5]
- 23 de enero de 2025: SOHR informó que el Comando de Operaciones Militares lanzó una campaña de seguridad a gran escala en colaboración con pistoleros locales en las aldeas de al-Hamam, al-Ghozaylah y al-Gharbiyah en el campo al oeste de Homs. Durante el operativo, cuatro civiles fueron asesinados extrajudicialmente, diez civiles fueron heredados y otros cinco fueron detenidos. Las fuerzas militares abusaron y atacaron a otros residentes, obligando a varios a ladrar y aullar como animales. Las fuerzas militares también destruyeron varias lápidas de aldeas.[6]

### Marzo
- 5 de marzo de 2025: se produjeron varios incendios en zonas boscosas de Latakia, y el gobierno de transición atribuyó diecisiete de ellos a actos de sabotaje por parte de "remanentes" del régimen de Bashar al-Ásad.[7]
- 6 de marzo de 2025: la escalada de violencia contra la población civil comenzó la noche del 6 de marzo, tras un ataque contra las fuerzas de seguridad del gobierno interino cerca de Jableh por parte de combatientes pro-Assad, incluido el Consejo Militar para la Liberación de Siria. Una emboscada tuvo como objetivo y mató a varios miembros de Hay'at Tahrir al-Sham . Para sofocar la rebelión, las autoridades del gobierno interino sirio enviaron refuerzos al oeste de Siria. Miles de combatientes de grupos islamistas, incluidas facciones pro- turcas del Ejército Libre Sirio , llegaron desde Idlib, Alepo y Deir ez-Zor a la costa siria, a la que se unieron numerosos residentes locales. Varias mezquitas emitieron llamamientos a la yihad , según reporteros de Le Monde.[8][9] El Ministro de Defensa sirio movilizó a las fuerzas militares del gobierno para "romper la columna vertebral de los remanentes del régimen y convertirlos en un ejemplo para cualquiera que se atreva a interferir con la seguridad del país". El Director de Seguridad Pública de Latakia desplegó una respuesta de seguridad integral en la provincia. El canal oficial de Telegram de la Dirección de Operaciones Militares instó inicialmente a la participación popular para dirigirse a la costa siria en apoyo a nuestros hermanos, antes de declarar que ya no se necesitaba más apoyo.[10]  Múltiples videos grabados por hombres armados mostraron grandes convoyes de militantes avanzando hacia Tartus y Latakia. Un narrador en un video (cuya ubicación geográfica CNN no pudo localizar) declaró: "Fue la batalla por la liberación. Ahora es una batalla por la purificación [de Siria]", mientras que un hombre con uniforme militar declaró: "A los alauitas, venimos a masacrarlos a ustedes y a sus padres" y "les mostraremos la [fuerza] de los sunitas".[9]  El SOHR informó de la muerte de un civil en la Gobernación de Homs.[11]
- 7 de marzo de 2025: grupos de monitoreo de derechos humanos, incluido SOHR, informaron que las fuerzas de seguridad llevaron a cabo ejecuciones de 52 hombres alauitas en la zona rural de Lataquia. La organización basó sus conclusiones en pruebas en vídeo que había autenticado, junto con declaraciones recopiladas de familiares de las víctimas.[12] Según su documentación, estos asesinatos tuvieron lugar en lugares específicos de Al-Shir, Al-Mukhtariya y Al-Haffah. Según el director del SOHR, Rami Abdurrahman, hombres armados mataron a 69 hombres en estas aldeas, salvando la vida de mujeres y niños.[13] La emisora libanesa Al-Mayadeen corroboró estos informes, afirmando que más de 30 hombres fueron ejecutados sólo en Mukhtariyeh, después de ser separados de sus mujeres e hijos. También se informó que trece mujeres y cinco niños fueron asesinados. Reuters informó que imágenes verificadas de la ubicación de la ciudad mostraban a aproximadamente 20 hombres, muchos de ellos visiblemente ensangrentados, tendidos uno al lado del otro a lo largo de una calle en el centro de la ciudad.[14]
- 8 de marzo de 2025: en las primeras horas, 38 civiles en Al-Mukhtariya fueron presuntamente ejecutados por miembros del Ministerio de Defensa sirio y de las fuerzas del Servicio General de Seguridad. Unos 24 civiles en Al-Shir murieron en ejecuciones sobre el terreno ejecutadas por pelotones de fusilamiento por parte de las fuerzas gubernamentales de defensa y seguridad, 22 en Qarfais, siete en el distrito de Al-Haffah y siete más en Beit Ana y Duwayr Baabda, en la zona rural de Jabala. Dos ciudadanos fueron ejecutados sumariamente por un pelotón de fusilamiento en Yahmur, situada en la zona rural de Tartus. Sheikh Shaaban Mansour y su hijo fueron asesinados por un pelotón de fusilamiento en Salhab, provincia de Hama, por fuerzas de seguridad gubernamentales. Junto con el informe anterior de sesenta civiles asesinados en Baniyas, SOHR afirmó que al menos 162 civiles murieron en cinco masacres distintas sólo el 7 de marzo.[15][16]

Al mediodía del 8 de marzo, el número de homicidios registrados llegó a 532 y llegó a 745 al final del día. Alrededor de 31 civiles en Tuwaym, entre ellos nueve niños y cuatro mujeres, fueron asesinados y enterrados en una fosa común. Los residentes de pueblos y ciudades alauitas denunciaron que hombres armados dispararon contra civiles en las calles o en las entradas de sus casas. En algunos casos, los atacantes supuestamente comprobaron los documentos de identificación para verificar la afiliación religiosa de las personas antes de matarlas. Otros testigos informaron que los atacantes se reunieron cerca de edificios residenciales, dispararon indiscriminadamente contra las casas, las incendiaron, robaron automóviles y propiedades, dejaron cadáveres en las calles, los tejados y el interior de las casas, e impidieron a los residentes recuperar a los muertos para darles un entierro adecuado. Algunos residentes afirmaron que entre los atacantes había combatientes extranjeros y militantes de comunidades vecinas, aunque estas afirmaciones no pudieron verificarse de forma independiente.